# Lesidren
Lesidren (bulgarisch Лесидрен) ist ein kleines bulgarisches Dorf in der Gemeinde Ugartschin in der Oblast Lowetsch. Der Ort ist seit 2009 Namensgeber für die Insel Lesidren Island im Archipel der Südlichen Shetlandinseln in der Antarktis.